# Couffé
Couffé ist eine französische Gemeinde mit 2.534 Einwohnern (Stand: 1. Januar 2022) im Département Loire-Atlantique in der Region Pays de la Loire. Sie gehört zum Kanton Ancenis-Saint-Géréon im Arrondissement Châteaubriant-Ancenis. Die Einwohner werden Coufféens und Coufféennes genannt.

## Geografie
Die Gemeinde Couffé liegt nördlich der Loire, etwa 26 Kilometer nordöstlich von Nantes am Loire-Nebenfluss Hâvre im Weinbaugebiet Coteaux d’Ancenis. Umgeben wird Couffé von den Nachbargemeinden Mouzeil im Nordwesten und Norden, Mésanger im Nordosten und Osten, Ancenis-Saint-Géréon im Südosten, Oudon im Süden, Le Cellier im Südwesten sowie Ligné im Westen. Durch die Gemeinde führt die Autoroute A11.

## Bevölkerungsentwicklung
| Jahr                       | 1962 | 1968 | 1975 | 1982 | 1990 | 1999 | 2006 | 2015 | 2022 |
| -------------------------- | ---- | ---- | ---- | ---- | ---- | ---- | ---- | ---- | ---- |
| Einwohner                  | 1267 | 1318 | 1262 | 1469 | 1805 | 1790 | 2137 | 2518 | 2534 |
| Quellen: Cassini und INSEE |      |      |      |      |      |      |      |      |      |

## Sehenswürdigkeiten
- Kirche Saint-Pierre: die künstlerische Verglasung wurde von der zunächst in Nantes, später in Kassel-Wehlheiden tätigen Glasmaler-Werkstatt Ely geschaffen.[1]
- Kapelle Saint-Symphorien
- Schloss Le Villejégu, Monument historique seit 1984
- Schloss La Contrie
- Brücke von La Gravelle
- Domäne Loge aux Moines
- sieben historische Mühlen

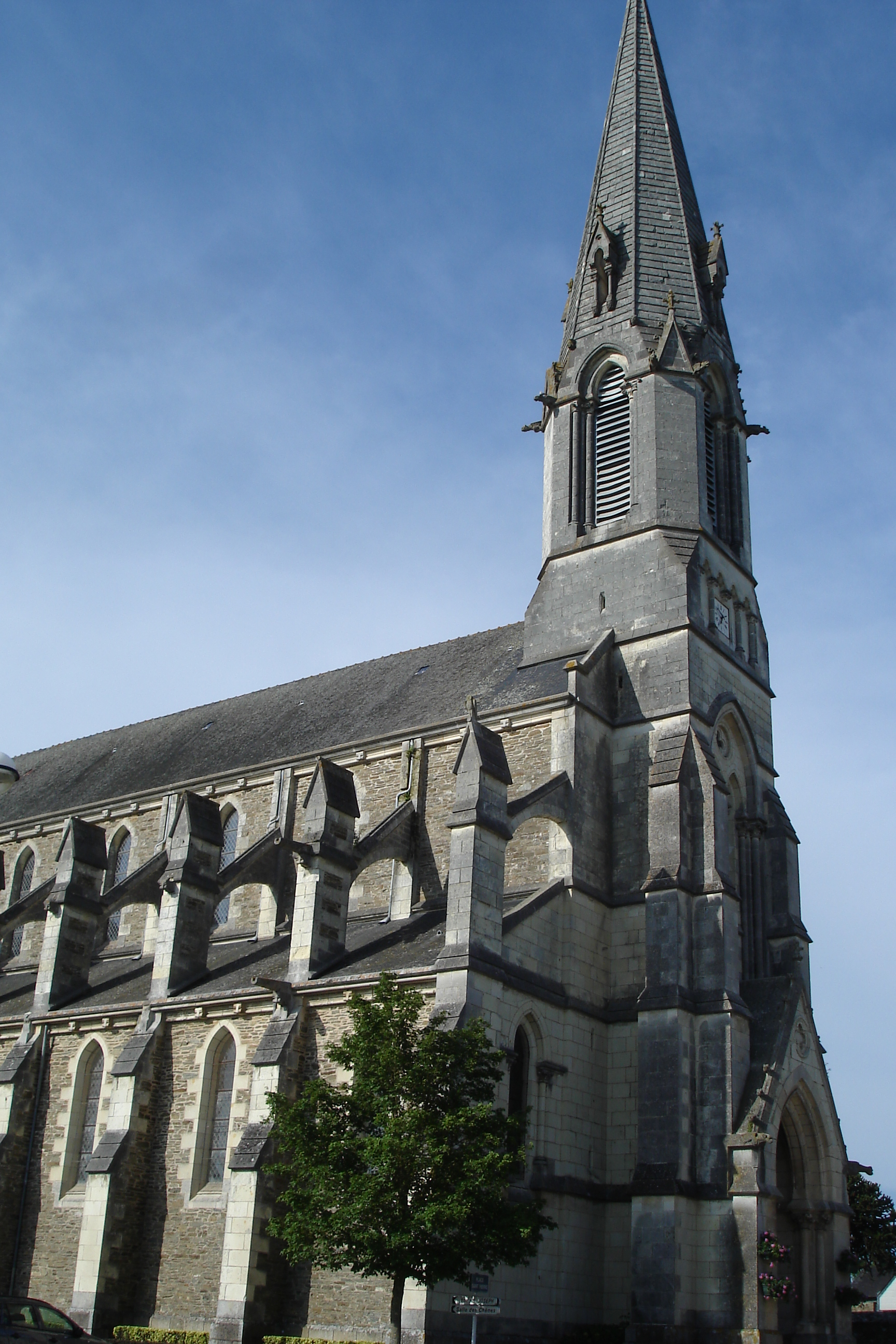
Kirche Saint-Pierre
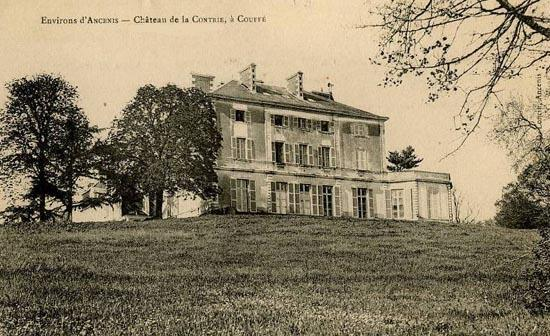
Schloss La Contrie Anfang des 20. Jahrhunderts
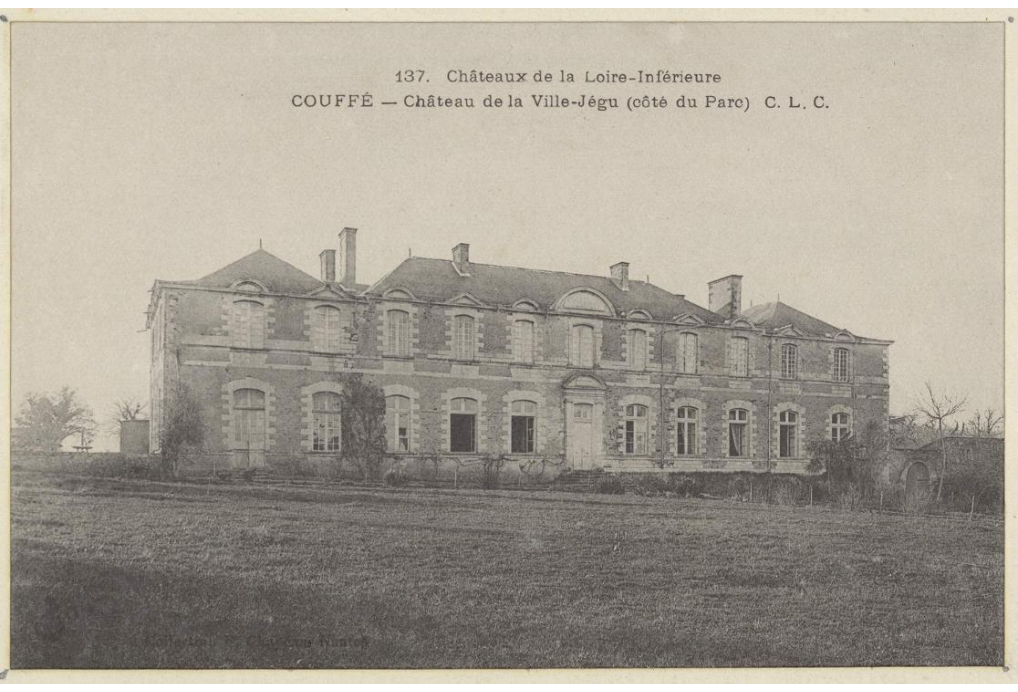
Schloss Le Villejégu Anfang des 20. Jahrhunderts
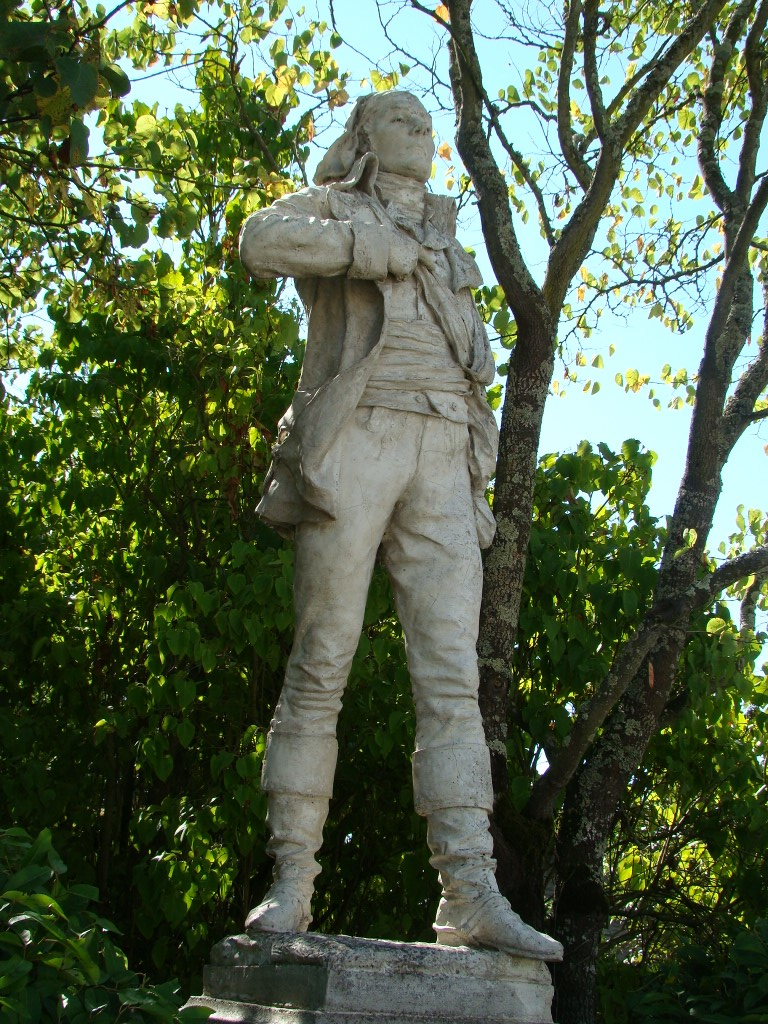
Statue von François Athanase de Charette de la Contrie (1763–1796), dem Anführer des Aufstands der Vendée

## Gemeindepartnerschaften
- Bogel in Rheinland-Pfalz, Deutschland, seit 1984
- Wellow in England, Vereinigtes Königreich, seit 1991
- Tescani in Rumänien, seit 2000
- Gourkovo in Bulgarien, seit 2003

## Persönlichkeiten
- François Athanase de Charette de la Contrie (1763–1796), Generalissimus, Anführer des Aufstands der Vendée
- Athanase de Charette de La Contrie (1823–1911), Brigadegeneral